# ひとりカラオケ専門店 ワンカラ
ひとりカラオケ専門店 ワンカラ（ひとりカラオケせんもんてん ワンカラ）とは、株式会社コシダカホールディングスが展開するカラオケボックスのチェーン店である。通称「ワンカラ」。

## 概要
2010年頃、コシダカHDが運営するステージ付き居酒屋に小型のカラオケルームを設置したところ、一人で練習する顧客が目立ち始める。これをきっかけとして既存店舗（カラオケ本舗まねきねこ）の利用状況を調査すると、一人客の割合が全体の2 - 3割を占めることが判明。「ヒトカラ」という潜在需要の伸びに着目し、一定の客数が見込めると判断して誕生したのがワンカラであるという。ワンカラの開発にあたっては本社の社長室前に実験ルームを試作し、開発チームが「暇さえあれば歌って改善した」という。これによりコシダカHDは「業界で初めて1人カラオケというジャンルを確立した会社」として報じられるようになった。
第1号店となる「神田駅前店」（東京都千代田区神田）は2011年11月に開店。以降は池袋や新宿など山手線沿線を中心に出店を進めている。2012年7月には地方初店舗となる「仙台東映プラザ店」（宮城県仙台市青葉区）を開店した。飲料のみをセルフサービスで提供するシステムのため、既存のカラオケ店と比べ人件費は約半分ほどで済み、厨房を設ける必要もないため初期投資額の圧縮にも繋がっているという。利用客は8割が男性で、20 - 30代が多く、来店客の3割をリピーターが占めていると報じられている。
ワンカラの開店以降、他社・他業種でも類似したサービスの提供を開始する動きが出ており、カラオケの鉄人（鉄人化計画）、カラオケ館（B&V）、ジャンボカラオケ広場（東愛産業）、アドアーズなどで一人客向けのカラオケルームを開設する動きが出ている。
2013年にはブームが落ち着いたこともあってワンカラ事業の売上が減少している旨の報道も見られ、コシダカHDが2013年8月期の売上高に関して期初予想より下方修正した要因としてワンカラ事業の赤字が指摘されている。コシダカHDによれば、ワンカラ事業は1号店が開店した2011年11月から2ヶ月間ほどでブームが落ち着いてしまい、2012年9月頃に最も落ち込んだが、2013年3月からは再び持ち直してきているという。2014年以降は初期投資額の抑制と来客数の増加により安定した売上が見込めるようになったため、再び積極的な出店攻勢を行うと報じられている。2017年4月には関西地方初出店として「心斎橋店」（大阪府大阪市中央区心斎橋筋）がオープンした。この店舗のオープンにより、国内のワンカラは11店舗となった。
その後、いくつかの店舗は閉店し、2025年1月現在でワンカラは6店舗が営業している。

## 主な特徴

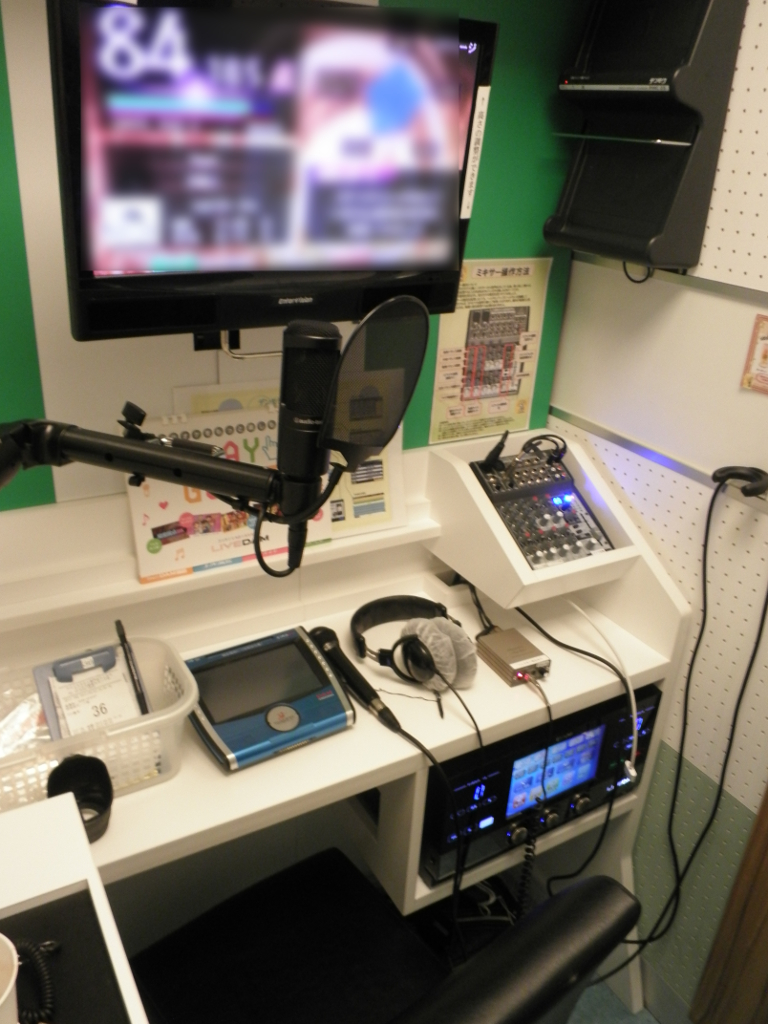
ワンカラの部屋（PIT）の一例。

- 初期に開店した店舗は宇宙船をイメージした内装で統一されていたが、初期投資額が大きくなることから以降開店した店舗では設備や装飾の簡素化がなされている[6]。また、部屋を「PIT（ピット）」、部屋の利用を「FLIGHT（フライト）」といった独自の呼称を使用している[† 1]。
- 部屋の広さは2 - 3平方メートル[2][5]ほどで、マイクは通常のコード式（ハンドマイク）に加え、壁マイク（スタンドマイク）の2つが設置されている[14][† 2]。
- ハウリング防止[2]および「音楽に入り込める」こと[1]を目的としてスピーカーが設置されておらず、歌唱の際はヘッドフォンを用意する必要がある。別途料金でレンタルも可能。
- 全店舗にドリンクバーがあり、室内に持ち込むのも可能。
- 料金は通常のカラオケ店に比べ割高となっている（日中1時間当たりの利用料は、東京都内の既存のまねきねこ店舗より約10倍高いとされる[1][† 3]）。
- 各店舗とも女性専用エリアが設けられている[14]。
- 会員制となっており、利用するには会員登録が必要。カラオケまねきねこの会員証も利用可能。

## 店舗
各店舗の詳細については、公式サイトの店舗一覧（SHIP LIST）を参照のこと。